# Cidón
En la mitología griega, Cidón (en griego Κύδων, Kýdon), según los propios tegeatas, era uno de los hijos de Tegeates y Mera, la hija de Atlas. Tras la muerte de sus hermanos Leimón y Escefro, dicen que todos los hijos de Tegeates supervivientes emigraron voluntariamente a Creta: Cidón, Arquedio y Gortis. Dicen que por estos recibieron su nombre las ciudades de Cidonia, Gortina y una tal Catreo. Pero los cretenses no están de acuerdo con el relato de los tegeatas y dicen que Cidón era hijo de Acacálide, hija de Minos, y de Hermes. O bien de Apolo y Acacálide.
En Creta, Licasto se enamoró de la hija de Cidón, Eulímene. Ésta había sido ya prometida por su padre a Aptero, hombre principal entonces en Creta. Licasto se encontraba con ella secretamente sin que nadie lo supiera. Ocurrió, entonces, que algunos ciudadanos cretenses se unieron y rebelaron contra Cidón; durante mucho tiempo resistieron sus ataques. Cidón despachó enviados a preguntar a un oráculo qué debía hacer para vencer a sus enemigos. La respuesta del oráculo fue que debía sacrificar una doncella a los héroes del país. Cuando oyó la respuesta, Cidón echó a suertes entre todas las doncellas y, por voluntad divina, le tocó a su hija ser la víctima. Licasto, temiendo por su vida, confesó que la había seducido y que desde hacía mucho tiempo se veía con ella. Sin embargo, la mayoría de la asamblea consideró que con más razón debía ella de morir. Después de ser sacrificada, Cidón ordenó al sacerdote que abriera su vientre y, de esta manera, se vio que estaba embarazada. Aptero consideró que había recibido una terrible afrenta por parte de Licasto; por ello, le tendió una emboscada y lo mató; por esta causa huyó y se refugió en la corte de Janto en Térmera.